# Потапов, Виктор Петрович
Ви́ктор Петро́вич Пота́пов (род. 12 ноября 1959) — советский и российский деятель органов внутренних дел. Начальник Управления МВД России по Курской области с 14 апреля 2011 по 10 апреля 2014. Генерал-майор полиции (2011).

## Биография
Родился 12 ноября 1959.
В 1977 начал службу в органах внутренних дел. В 1981 Омскую высшую школу милиции МВД СССР.
С 1981 по 1994 служил в уголовном розыске ОВД Волгодонского горисполкома Ростовской области. Начав службу в должности старшего инспектора, дослужился до начальника криминальной милиции.
С 1994 по 2004 — начальник ОВД Волгодонского (сельского) района Ростовской области.
С 2004 по 2007 — начальник УВД города Волгодонска.
В марте 2005, будучи главой УВД Волгодонска, Потапов возглавил переговоры при захвате городского автобуса № 51. 30-летний мужчина с охотничьим ружьём потребовал от пассажиров покинуть салон, а водителя и кондуктора объявил заложниками. Угрожая оружием, захватчик приказал ехать в сторону Ростова-на-Дону. По дороге автобус, который сопровождали милицейские машины, остановился, и Потапов уговорил вооружённого мужчину отпустить кондуктора и водителя, а затем сдаться без всякого сопротивления.
С 2007 по 2009 — начальник учебного центра Главного управления внутренних дел по Ростовской области.
С 18 октября 2009 по 14 апреля 2011 — заместитель начальника Главного управления внутренних дел по Ростовской области по экономической безопасности.
Указом Президента Российской Федерации от 3 ноября 2010 присвоено специальное звание «генерал-майор милиции».
С 14 апреля 2011 по 10 апреля 2014 — начальник Управления МВД России по Курской области. Назначен на должность с присвоением специального звания «генерал-майор полиции». Сменил на этом посту Виктора Булушева, отправленного в отставку 1 апреля 2011.
21 марта 2014 в Москве прошло расширенное заседание коллегии МВД России, в ходе которого, по сообщению заместителя председателя Комитета Государственной думы по безопасности и противодействию коррупции Александра Хинштейна, ряд руководителей был привлечен к дисциплинарной ответственности вплоть до вынесения представления об освобождении от занимаемой должности. Начальники Тюменского и Курского УМВД генералы Михаил Корнеев и Виктор Потапов были подвергнуты критике «за плохую работу». 10 апреля 2014 освобождён от занимаемой должности.
С марта 2017 работает в администрации Волгодонска, на должности заместителя главы Волгодонска по организационно-кадровой политики и взаимодействию с общественными организациями.

## Семья
Женат, есть сын.

## Награды
- Медаль «За отличие в охране общественного порядка»
- Медаль «За отвагу»
- Медаль ордена «За заслуги перед Отечеством» II степени